# Байшада-Мараньєнсі (мікрорегіон)
Байшада-Мараньєнсі (порт. Microrregião da Baixada Maranhense) — мікрорегіон в Бразилії, входить в штат Мараньян. Складова частина мезорегіону Північ штату Мараньян. Населення становить 518 241 чоловік на 2006 рік. Займає площу 17 579,366 км². Густота населення — 29,5 чол./км².

## Склад мікрорегіону
До складу мікрорегіону включені наступні муніципалітети:
1. Анажатуба
2. Бела-Віста-ду-Мараньян
3. Кажарі
4. Консейсан-ду-Лагу-Асу
5. Ігарапе-ду-Мею
6. Матінья
7. Монсан
8. Олінда-Нова-ду-Мараньян
9. Палмейрандія
10. Педру-ду-Розаріу
11. Пеналва
12. Пері-Мірін
13. Піньєйру
14. Презіденті-Сарней
15. Санта-Елена
16. Сан-Бенту
17. Сан-Жуан-Батіста
18. Сан-Вісенті-Феррер
19. Віана
20. Віторія-ду-Меарін

| Бразилія | Це незавершена стаття з географії Бразилії. Ви можете допомогти проєкту, виправивши або дописавши її. |